# Uragano (Clive Cussler)
Uragano (The Storm) è un  romanzo scritto da Clive Cussler e Graham Brown, appartenente alla serie dei NUMA File.

## Trama
Il romanzo inizia nel 1943 quando una nave da trasporto statunitense, attaccata da velivoli giapponesi riesce a fuggire nascondendosi in una tempesta. Molti anni dopo una serie di piccole anomalie climatiche colpiscono varie parti del mondo. Una nave della NUMA mandata ad indagare nell'Oceano Pacifico dà il via ad una imprevedibile serie di colpi di scena che si snodano dalle Maldive allo Yemen, passando per un'isola artificiale creata da un miliardario, fino ad arrivare ad una sperduta isoletta del Pacifico dove vive una strana setta. Su incarico del direttore della NUMA, Dirk Pitt, Kurt Austin e Joe Zavala indagano assieme a Gamay e Paul Trout su una strana, letale sostanza che potrebbe portare morte e distruzione su tutti i mari del mondo.  

## Edizioni
- Clive Cussler e Graham Brown, Uragano, traduzione di Seba Pezzani, La Gaja scienza, Longanesi, 22 agosto 2013,  p. 378, ISBN 9788830437500.

- Clive Cussler e Graham Brown, Uragano, traduzione di Annamaria Raffo, I Grandi TEA, TEA, 2015,  p. 366, ISBN 9788850239122.

- Clive Cussler e Graham Brown, Uragano, traduzione di Annamaria Raffo, Tea più, TEA, 20 giugno 2019,  p. 366, ISBN 9788850254064.